# O.J. Simpson

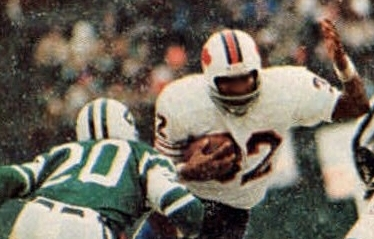
O.J. Simpson als speler van de Buffalo Bills (1973).

Orenthal James Simpson (San Francisco, 9 juli 1947 – Las Vegas (Nevada), 10 april 2024), meestal O.J. Simpson genoemd, was in de  Verenigde Staten een bekende Americanfootballspeler. Na zijn sportloopbaan speelde hij enkele kleine rollen in Hollywoodfilms. Simpson kreeg wereldwijde bekendheid naar aanleiding van de verdenking zijn ex-vrouw en haar vriend te hebben vermoord. In 1995 werd hij hiervoor vrijgesproken, maar in een civielrechtelijke zaak alsnog aansprakelijk bevonden. In 2007 werd hij voor een reeks andere misdaden veroordeeld tot 33 jaar gevangenisstraf. Op 1 oktober 2017 werd hij vervroegd en onder voorwaarden vrijgelaten.
De afkorting O.J. wordt in de Verenigde Staten vaak gebruikt als afkorting voor orange juice (sinaasappelsap). De bijnaam van O.J. Simpson is dan ook The Juice. Het rugnummer 32 wordt in de VS nog steeds als Simpsons rugnummer gezien.

## Footballcarrière
De American football-carrière van Simpson begon op de universiteit van Zuid-Californië. Hij won verschillende prijzen waaronder de prestigieuze Heismantrofee en werd bij de teamsamenstelling van 1969 als eerste speler gekozen door de Buffalo Bills, die in het seizoen daarvoor als laatste waren geëindigd. In 1973 was Simpson de eerste speler die in een seizoen de 2000 yard-grens passeerde. Hoewel het record later gebroken werd, is Simpson nog steeds de enige speler die er slechts veertien wedstrijden voor nodig had. In 1973 werd Simpson verkozen tot de waardevolste speler van de competitie. Zijn gemiddelde per wedstrijd lag 10 yards verder dan zijn directe concurrent. Simpson heeft zes wedstrijden gespeeld waarin hij meer dan 200 yards liep (ook een record), waarvan drie in zijn topseizoen 1973. In 1979 beëindigde hij zijn carrière. Hij wordt nog altijd gezien als een van de beste running backs aller tijden in de NFL. Hij werd in 1985 opgenomen in de NFL Hall of Fame.

## Filmcarrière
Nadat hij met American football was gestopt, begon Simpson aan een carrière op het witte doek. Hij was te zien in de miniserie Roots, en de film Capricorn One. Grote bekendheid kreeg hij met zijn rol als Nordberg in de trilogie The Naked Gun.

### Filmografie
- 1969 - Medical Center (tv-serie), als Bru Wiley
- 1971 - Why (korte film), als The Athlete
- 1972 - Cade's County (tv-serie), als Jeff Hughes
- 1973 - Here's Lucy (tv-serie), als zichzelf
- 1974 - The Klansman, als Garth
- 1974 - The Towering Inferno, als Jernigan
- 1976 - The Cassandra Crossing, als Haley
- 1976 - Killer Force (Nederlandse titel: Bloedige diamanten), als Alexander
- 1977 - A Killing Affair (tv-film), als Woodrow York
- 1977 - Roots (tv-serie), als Kadi Touray
- 1978 - Capricorn One, als John Walker
- 1979 - Firepower, als Catlett
- 1979 - Goldie and the Boxer (tv-film), als Joe Gallagher
- 1980 - Detour to Terror (tv-film), als Lee Hayes
- 1981 - Goldie and the Boxer Go to Hollywood (tv-film), als Joe Gallagher
- 1983 - Cocaine and Blue Eyes (tv-film), als Michael Brennen
- 1983 - Hambone and Hillie, als Tucker
- 1985-1991 - 1st & Ten (tv-serie), als T.D. Parker
- 1987 - Student Exchange (tv-film), als voetbalcoach
- 1988 - The Naked Gun: From the Files of Police Squad!, als Detective Nordberg
- 1989 - In the Heat of the Night (tv-serie), als Lawson Stiles
- 1991 - The Naked Gun 2½: The Smell of Fear, als Detective Nordberg
- 1993 - CIA Code Name: Alexa, als Nick Murphy
- 1993 - For Goodness Sake, als man in restaurant
- 1993 - No Place to Hide, als Allie Wheeler
- 1994 - Naked Gun 33⅓: The Final Insult, als Detective Nordberg
- 1994 - Frogmen (niet-uitgezonden tv-film), als John 'Bullfrog' Burke

## Dood van zijn ex-vrouw en het proces
Op 12 juni 1994 werden zijn ex-vrouw Nicole Brown, die van hem scheidde in 1992, en een collega van Nicole, Ronald Goldman, dood aangetroffen bij het huis van Brown in Brentwood bij Los Angeles. De kinderen van Simpson sliepen boven. Bewijsmateriaal dat de politie op de plaats van het misdrijf aantrof, wees al snel in de richting van de mogelijke betrokkenheid van Simpson. De advocaten van Simpson konden de politie ervan overtuigen Simpson de gelegenheid te bieden zichzelf enkele dagen later aan te geven, alhoewel een verdachte van een dubbele moord normaal gesproken direct gearresteerd wordt en niet op borgtocht vrij kan komen.

### Achtervolging en arrestatie
Meer dan duizend journalisten wachtten op 17 juni 11 uur 's ochtends op het moment dat Simpson zich zou aangeven bij de politie, zoals overeengekomen. Simpson kwam echter niet opdagen. In plaats daarvan verscheen advocaat Robert Kardashian, een vriend van Simpson, die een brief voorlas met de tekst: "Allereerst moet iedereen begrijpen dat ik niets te maken heb met de dood van Nicole... Heb geen medelijden met mij. Ik heb een fantastisch leven gehad." Voor veel mensen klonk dit als een zelfmoord-brief en veel journalisten gingen op zoek naar Simpson.
Om kwart voor zeven 's avonds zag een politieagent de witte Ford Bronco van Simpson rijden. Toen de agent langszij reed, zei de chauffeur van de wagen (Al Cowlings, een vriend van Simpson) dat Simpson een pistool tegen zijn hoofd hield. De agent begon daarop een lange achtervolging.
Een helikopter van de televisiezender KCBS zond de achtervolging rechtstreeks uit op televisie. Al snel volgden meer media-helikopters. Televisiezenders probeerden alle helikopters in de omgeving te charteren om niets te missen. Langs de route waarop Simpson werd achtervolgd stonden al snel duizenden mensen. Nadat Simpson bij zijn huis was aangekomen, bleef hij nog 45 minuten in de auto zitten voordat hij zich overgaf aan de politie. De politie trof in zijn auto achtduizend dollar aan geld aan, een valse baard en snor, een paspoort en een geladen pistool. Naar schatting keken alleen al in de Verenigde Staten 95 miljoen mensen naar de live-achtervolging en arrestatie van Simpson.
In de media verschenen de politiefoto's van Simpson. Het tijdschrift Time publiceerde een bewerking van deze foto waarop het bord met zijn ID-nummer kleiner was gemaakt en zijn huid donkerder. Hoewel Time later verklaarde dat deze bewerking alleen artistieke redenen had, wakkerde de foto bij minderheidsgroeperingen gevoelens aan dat er sprake was van discriminatie in de zaak Simpson (Simpson had een donkere huidskleur, zijn vermoorde ex-vrouw en haar vriend waren blank).

### Proces
Het 253 dagen durende proces tegen Simpson werd rechtstreeks uitgezonden op televisie. Aanklagers, advocaten, getuigen en ook de rechter Lance Ito, waren of werden nationale beroemdheden.
Marcia Clark, destijds veertig jaar oud en met dertien jaar ervaring als deputy D.A., was de hoofdaanklager. Zij stelde Christopher Darden, eveneens behoorlijk ervaren, aan als haar deputy. De aanklagers betoogden dat Simpson zijn ex-vrouw en haar minnaar had vermoord uit jaloezie. De aanklagers begonnen met het laten horen van het telefoontje van Nicole Brown Simpson naar de alarmcentrale uit 1989. Hierin zei Nicole Brown dat ze bang was dat Simpson haar wat aan zou doen. De aanklagers kwamen ook met DNA-materiaal van Simpson en schoenafdrukken van hem, die op de plaats van het misdrijf waren aangetroffen. Tientallen experts verklaarden dat Simpson op de plaats van het misdrijf aanwezig moest zijn geweest. Er was veel indirect wetenschappelijk bewijs.
Simpson huurde een team van dure advocaten in onder leiding van Robert Shapiro en later Johnnie Cochran. Cochran had nationale bekendheid als advocaat van (hoofdzakelijk zwarte) beroemdheden en was gespecialiseerd in zaken waarin het ging om discriminatie of politiegeweld. Hij voegde de eveneens zeer bekende strafpleiter F. Lee Bailey en de joodse burgerrechtenadvocaat Alan Dershowitz toe aan zijn dream team. Later kwamen daar Barry Scheck (DNA-expert) en Peter Neufeld (burgerrechten) nog bij. Ook zij werden op slag nationale beroemdheden. 
Vanaf het begin was de verdediging gebaseerd op de beschuldiging van racisme. De advocaten claimden dat Simpson het slachtoffer was geworden van fraude van de politie door bewijsmateriaal tegen Simpson op de plaats delict neer te leggen. De leider van het onderzoek naar de dubbele moord (Mark Fuhrman) werd door de verdediging een racist genoemd en de advocaten vonden opnames waarin Fuhrman het woord nigger had gebruikt. 
Op 15 juni 1995 vroeg de assistent-aanklager aan Simpson om een op de plaats van het misdrijf aangetroffen handschoen aan te trekken. De handschoen was te klein voor Simpson, mogelijk omdat deze over een eronder gedragen latex-handschoen moest, wat zijn advocaat Cochran inspireerde tot de legendarische woorden bij zijn slotpleidooi If it doesn't fit, you must acquit (Als het niet past, moet je vrijspreken). Simpson nam medicatie tegen artritis en zijn vroegere manager, die hem nog steeds steunde, heeft later in een aflevering van de tv-show Dr. Phil tegen de Goldmans toegegeven dat hij Simpson de raad heeft gegeven zijn pillen niet in te nemen. Op die manier zwollen zijn handen op.
Hoewel de aanklagers ervan overtuigd waren dat ze een solide zaak hadden en een veroordeling verwachtten, bleek uit opiniepeilingen dat een meerderheid van de zwarte inwoners van de Verenigde Staten vond dat Simpson het slachtoffer was van fraude bij de politie. De meeste blanke inwoners van de Verenigde Staten waren overtuigd van de schuld van Simpson. Naarmate de uitspraak van de jury dichterbij kwam, steeg de raciale spanning en sommige politici vreesden een herhaling van de rassenrellen in Los Angeles enkele jaren eerder.
Op 3 oktober 1995 om tien uur 's ochtends werd Simpson door de jury vrijgesproken van moord. De jury had slechts drie uur overlegd. Naar schatting keken honderd miljoen mensen naar de live-uitzending van de uitspraak. De uitspraak toonde volgens sommige analisten aan dat wie geld genoeg had om de beste advocaten in te huren, ongestraft een moord kon plegen. Later verklaarden enkele juryleden die voor vrijspraak hadden gestemd dat ze op zich overtuigd waren van de schuld van Simpson, maar vonden dat het Openbaar Ministerie had geblunderd. De bekende aanklager Vincent Bugliosi was het eens dat de aanklagers gefaald hadden en schreef een boek over de fouten die de aanklagers hadden gemaakt. Zo vond de rechtszaak plaats in Los Angeles en niet in Santa Monica, waar de rechtszaak oorspronkelijk zou plaatsvinden. Een rechtszaak in Santa Monica zou waarschijnlijk een vrijwel volledig blanke jury hebben betekend. Later bleek dat vooral de oververtegenwoordiging van vrouwen in de jury (tien van de twaalf juryleden waren vrouw) in het voordeel van Simpson was geweest. De aanklaagster had gezocht naar een jury met zo veel mogelijk vrouwen, omdat ze had verwacht dat vrouwelijke juryleden sympathie zouden voelen voor de vermoorde vrouw en een vrouwelijke aanklager. Ook werd een brief van Simpson die hij schreef vlak voor zijn vlucht, niet gebruikt als bewijsmateriaal. In deze brief zou Simpson de moord min of meer hebben toegegeven. De jury was niet geïnformeerd over het geld en de valse baard en snor die de politie in de auto had aangetroffen en ook niet over de vage verklaring die Simpson na zijn arrestatie had gegeven voor een snijwond aan zijn vinger.
Rechter Lance Ito kreeg veel kritiek, omdat hij niet ingreep tijdens de ellenlange getuigenverhoren. Het verhoor van de relatief onbelangrijke getuige Kato Kaelin, die in een bijgebouw van Simpsons villa logeerde op de avond van de moord, duurde vier dagen. Ook Kaelin, een Hollywood wannabe, werd op slag beroemd.
Drie jaar later werd Simpson in een civielrechtelijke zaak wel aansprakelijk voor de moorden bevonden. Hij werd veroordeeld tot een boete/schadevergoeding (settlement) van 33,5 miljoen dollar. Daarvan was in 2007, toen hij werd gearresteerd voor een ander feit, slechts een klein deel betaald.
Ruim tien jaar na dato schreef O.J. het boek If I did it. Na een golf van protest besloot de uitgever af te zien van de uitgave van dit boek. Vervolgens werd het boek overgenomen door de familie van Ronald Goldman, die het alsnog uitbracht, omdat O.J. met het boek een schuldbekentenis lijkt af te leggen. Daarbij speelde dat O.J. nog geen cent van de miljoenenclaim had betaald aan de familie Goldman. Op deze wijze hadden ze een mogelijkheid toch nog geld te krijgen en dat hijzelf financieel niet zou profiteren.

## Tweede strafzaak
Op 3 oktober 2008 werd Simpson schuldig bevonden aan ontvoering, vuurwapengebruik en mishandeling in 2007. Hij werd op 5 december 2008 veroordeeld tot in totaal 33 jaar cel met de mogelijkheid om onder voorwaarden na negen jaar vrij te komen.
Op 1 oktober 2017 werd hij wegens goed gedrag vrijgelaten.

## Overlijden
Simpson overleed op 10 april 2024 aan de gevolgen van prostaatkanker.